# He Ping
He Ping (en chinois : 何平 ; pinyin : Hé Píng), né en octobre 1957 à Taiyuan (Shanxi) et mort le 10 janvier 2023 à Pékin, est un réalisateur, scénariste et producteur chinois.
Ses réalisations mélangent les genres du wu xia pian et du western.

## Filmographie

### Réalisateur
- 1991 : Shuang-Qi-Zhen daoke (双旗镇刀客)
- 1994 : Pao Da Shuang Deng (炮打双灯)
- 1995 : Ri guang xia gu (日光峡谷)
- 2003 : Les Guerriers de l'empire céleste (Tian di ying xiong)
- 2009 : Wheat (en) (Mài Tián)

### Scénariste
- 1991 : Shuang-Qi-Zhen daoke
- 1998 : Rhapsody of Spring (Chuntian de kuangxiang)
- 2003 : Les Guerriers de l'empire céleste (Tian di ying xiong)
- 2009 : Wheat (en) (Mài Tián)

### Producteur
- 2001 : Happy Funeral (Da wan)
- 2005 : A Time to Love (Qing ren jie)
- 2009 : Wheat (en) (Mài Tián)